# Ligne 3 du métro de Santiago
Pour les articles homonymes, voir Ligne 3.
La ligne 3 est une des sept lignes du métro de Santiago, au Chili. Elle comporte 21 stations réparties sur vingt-cinq kilomètres.

## Historique
Les travaux sont lancés en 2013 et la ligne est mise en service le 22 janvier 2019 entre Los Libertadores et Fernando Castillo Velasco.
Le prolongement de Los Libertadores à Plaza Quilicura ouvre le 25 septembre 2023. 

## Liste des stations
- Plaza Quilicura
- Lo Cruzat
- Ferrocarril
- Los Libertadores
- Cardenal Caro
- Vivaceta
- Conchalí
- Plaza Chacabuco
- Hospitales
- Puente Cal y Canto
- Plaza de Armas
- Universidad de Chile
- Parque Almagro
- Matta
- Irarrázaval
- Monseñor Eyzaguirre
- Ñuñoa
- Chile España
- Villa Frei
- Plaza Egaña
- Fernando Castillo Velasco